# Hiéroglyphe égyptien I11
Pour les articles homonymes, voir Naja (homonymie).
Le hiéroglyphe égyptien I11 (deux najas) est classifié dans la section I « Amphibiens, reptiles, etc. » de la liste de Gardiner ; cet hiéroglyphe y est noté I11. 

## Représentation
Il représente la combinaison en monogramme de deux cobras égyptien (Naja haje) au repos 
| I10 |

| I10 |

Il est translittéré ḏḏ.

## Utilisation
| I10 |

| I10 |